# Pezzolo Valle Uzzone
Pezzolo Valle Uzzone ist eine Gemeinde in der italienischen Provinz Cuneo (CN), Region Piemont.

## Lage und Einwohner
Pezzolo Valle Uzzone liegt knapp 90 Straßenkilometer von der Provinzhauptstadt Cuneo entfernt in der Weinregion Langhe, an der Grenze zur Provinz Asti. Das Gemeindegebiet umfasst eine Fläche von 27,57 km² und hat 298 Einwohner (Stand 31. Dezember 2023). Zur Gemeinde zählen auch die Fraktionen (Frazioni) Gorrino, Santuario di Todocco, Carpeneta, Vassalli und Blengi.
Die Nachbargemeinden sind Bergolo, Castelletto Uzzone, Cortemilia, Levice, Piana Crixia (SV) und Serole.

## Geschichte

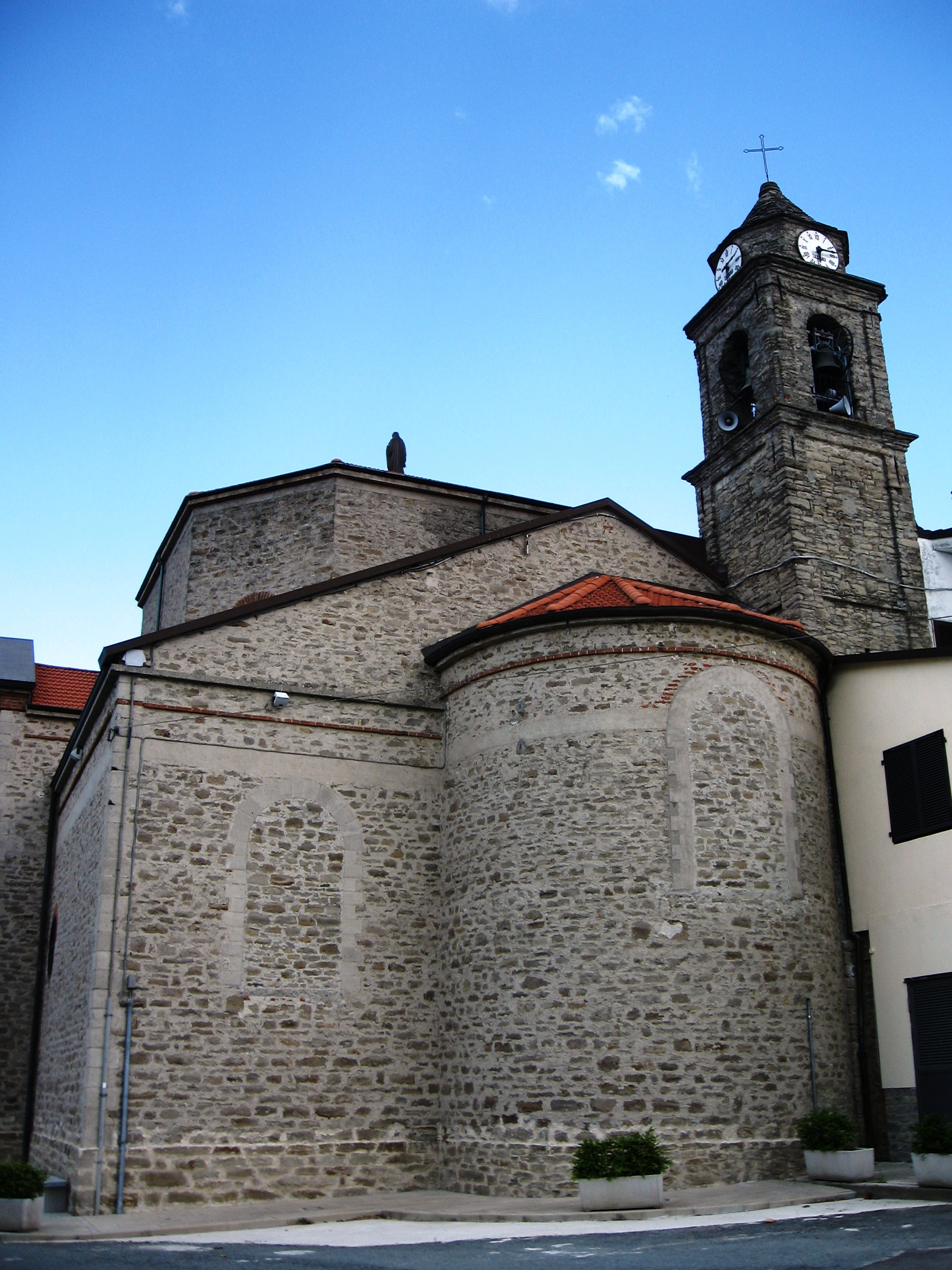
Pezzolo Valle Uzzone. Blick auf die Rückseite des Heiligtums von Todocco.

Es gibt nur wenige historische Informationen über die frühen Ereignisse des Dorfes. Als Teil des Alba-Komitees war es ein begehrtes Lehen für viele Familien, von den Markgrafen von Cortemilia über die von Savona und Saluzzo bis hin zu den Scarampi und den Markgrafen von Ceva. Im Jahr 1617 gehörte es Giovanni Sebastiano Basso, der es Luigi di Ponzone schenkte. Später unterstand es der Gerichtsbarkeit zahlreicher Herren.
Am 19. Februar 1928 entstand die Gemeinde Pezzolo Valle Uzzone durch die Vereinigung der antiken Ortschaften Gorrino und Torre Uzzone.

## Sehenswürdigkeiten
- Die Burg, umgeben vom mittelalterlichen Dorf
- Casa Resio, altes Zuhause einer Carbonari-Gruppe
- Das Todocco-Heiligtum, in dessen Inneren sich ein römischer Grabstein, ein wertvolles modernes Fresko und ein antikes Gemälde befinden.

## Kulinarische Spezialitäten
In der Umgebung von Pezzolo Valle Uzzone wird Weinbau betrieben. Die Beeren der Rebsorten Spätburgunder und/oder Chardonnay dürfen zum Schaumwein Alta Langa verarbeitet werden.